# 科多利
科多利（Kodoli），是印度马哈拉施特拉邦萨塔拉县的一个城镇。总人口16411（2001年）。

## 人口
该地2001年总人口16411人，其中男性8620人，女性7791人；0—6岁人口2049人，其中男1073人，女976人；识字率80.42%，其中男性为84.12%，女性为76.33%。